# ダンスホール (Mrs. GREEN APPLEの曲)
「ダンスホール」は、日本のロックバンド・Mrs. GREEN APPLEの楽曲。2022年7月8日にリリースされたミニアルバム『Unity』の収録曲で、5月24日に先行配信された。

## 概要
2022年春に「フェーズ2」として活動を再開したMrs. GREEN APPLEが、「ニュー・マイ・ノーマル」に続く2曲目の楽曲として発表した。
楽曲はフジテレビ系列の朝の情報番組『めざまし8』の2022年度のテーマ曲として書き下ろされた。また、ダンスコーナー『☆ガッタビ!!パラッパ!☆』では、永島優美・堤礼実（フジテレビアナウンサー）がダンスレクチャーを行った。
6月28日、YouTubeにミュージックビデオが公開された。MV内ではメンバー自らがダンスを披露しており、華やかでポジティブなダンスナンバーとしての側面を押し出した楽曲となっている。
10月、ストリーミングでの再生回数が1億回を突破した。Billboard JAPANにおけるチャートイン20週目での達成で、自身最速となる1億回突破楽曲となった。
11月15日、日本レコード大賞の優秀作品賞に選出された。
本作の発表から2年半後の、2024年12月度日本レコード協会認定において、ストリーミングでの5億回再生（ダイヤモンド）が認定された。

## カバー
- ハロー、ハッピーワールド!［弦巻こころ（伊藤美来）］ - ゲーム『バンドリ! ガールズバンドパーティ!』に収録（2023年8月29日追加[11]）。